# Baptiste Jouty
Baptiste Jouty (* 28. Oktober 1991 in Chambéry) ist ein ehemaliger französischer Biathlet.

## Karriere
Baptiste Jouty gehört seit 2009 dem französischen Junioren-Nationalkader an und gewann im gleichen Jahr bei den französischen Juniorenmeisterschaften hinter Ludwig Ehrhart und Yann Guigonne im Einzel die Bronzemedaille. Er gab sein internationales Debüt bei den Juniorenweltmeisterschaften 2010 in Torsby, bei denen er im Sprint 26. wurde, sich danach im Verfolgungsrennen auf einen 19. Rang verbesserte und im Einzel auf den 28. Platz kam. Ein Jahr später wurde der Franzose in Nové Město na Moravě bei den Junioren-Weltmeisterschaften 43. im Sprintrennen, 37. im Einzel sowie mit Florent Claude, Simon Desthieux und Ludwig Ehrhart Fünfter im Staffelwettbewerb. Es folgten die Juniorenrennen bei den Europameisterschaften 2011 in Ridnaun. Bei den Wettkämpfen in Südtirol wurde Jouty 28. im Einzel und 17. des Sprintrennens. Nächste internationale Meisterschaften wurden die Europameisterschaften 2012, bei denen er zunächst bei den Junioren zum Einsatz kam. Im Einzel belegte er den neunten Platz. Für das Staffelrennen wurde er in die A-Staffel berufen.
Seine ersten internationalen Rennen bei den Männern bestritt Jouty 2011 in Nové Město na Moravě im Rahmen des IBU-Cup, wobei er 68. eines Einzels wurde. Im weiteren Verlauf der Saison gewann er als 39. eines Sprintrennens und 33. eines Verfolgungsrennens in Annecy seine ersten Punkte. In der folgenden Saison erreichte er in Obertilliach mit 17. Plätzen in Sprintrennen und Verfolgung bislang seine besten Ergebnisse in der Rennserie. Die Biathlon-Europameisterschaften 2012 war die erste internationale Meisterschaft bei den Männern. Mit den weiteren Nachwuchsläufern Antonin Guigonnat, Simon Desthieux und Florent Claude wurde er in die A-Mannschaft Frankreichs berufen und erreichte mit dieser den siebten Platz im Staffelwettbewerb. 2013 debütierte Jouty im Weltcup und verzeichnete insgesamt acht Starts. In den folgenden Jahren nahm er allerdings nur noch im IBU-Cup teil. Bei der Winter-Universiade 2017 in Almaty gewann Jouty Gold im Massenstart und im Einzel.

## Statistik

### Platzierungen im Biathlon-Weltcup
Die Tabelle zeigt alle Platzierungen (je nach Austragungsjahr einschließlich Olympische Spiele und Weltmeisterschaften).
- 1.–3. Platz: Anzahl der Podiumsplatzierungen
- Top 10: Anzahl der Platzierungen unter den ersten zehn (einschließlich Podium)
- Punkteränge: Anzahl der Platzierungen innerhalb der Punkteränge (einschließlich Podium und Top 10)
- Starts: Anzahl gelaufener Rennen in der jeweiligen Disziplin
- Staffel: inklusive Mixed- und Single-Mixed-Staffeln

| Platzierung         | Einzel | Sprint | Verfolgung | Massenstart | Staffel | Gesamt |
| ------------------- | ------ | ------ | ---------- | ----------- | ------- | ------ |
| 1. Platz            |        |        |            |             |         |        |
| 2. Platz            |        |        |            |             |         |        |
| 3. Platz            |        |        |            |             |         |        |
| Top 10              |        |        |            |             |         |        |
| Punkteränge         |        | 1      |            |             |         | 1      |
| Starts              | 2      | 5      | 1          |             |         | 8      |
| Stand: Karriereende |        |        |            |             |         |        |